# Laming Worthington-Evans
Laming Worthington-Evans, właśc.  Worthington Laming Worthington-Evans (ur. 23 sierpnia 1868, zm. 14 lutego 1931) – brytyjski polityk, członek Partii Konserwatywnej, minister w rządach Stanleya Baldwina.
Był synem Worthingtona Evansa i Susanah Laming. W 1898 r. poślubił Gertrude Hall i miał z nią syna i córkę. W 1916 r. zmienił nazwisko na „Worthington-Evans”. Odebrał wykształcenie prawnicze. W 1891 r. został przydzielony do 2 pułku ochotniczej artylerii Middlesex. W 1893 r. uzyskał rangę porucznika, a w 1897 r. kapitana. Walczył podczas I wojny światowej w stopniu majora.
W 1906 r. bez powodzenia startował w wyborach do Izby Gmin w okręgu Colchester. W 1910 r. ponownie wystartował w tym okręgu i tym razem uzyskał mandat parlamentarny. Okręg ten reprezentował do 1929 r., kiedy to przeniósł się do okręgu Westminster St George’s. W latach 1916–1918 był parlamentarnym sekretarzem w Ministerstwie Amunicji. W 1918 r. został ministrem blokady. W latach 1919–1920 był ministrem emerytur, a następnie ministrem bez teki. W latach 1921–1922 i 1924–1929 był ministrem wojny. W latach 1922–1923 sprawował urząd poczmistrza generalnego. Od 1919 r. był członkiem Tajnej Rady.
Worthington-Evans był członkiem brytyjskiej delegacji na negocjacje traktatu anglo-irlandzkiego oraz na Międzynarodową Konferencję Ekonomiczną w Genui w 1922 r. Od sierpnia 1923 r. był przewodniczącym rządowej komisji ds. bezrobocia. W 1916 r. otrzymał tytuł baroneta. W 1922 r. został odznaczony Krzyżem Wielkim Orderu Imperium Brytyjskiego. Tytuł baroneta odziedziczył jego syn, William Shirley Worthington-Evans.